# Matteo Salvini
Matteo Salvini (ur. 9 marca 1973 w Mediolanie) – włoski polityk i dziennikarz, parlamentarzysta krajowy i eurodeputowany, lider Ligi Północnej i następnie Ligi, w latach 2018–2019 wicepremier oraz minister spraw wewnętrznych, od 2022 wicepremier oraz minister infrastruktury i transportu.

## Życiorys
Zdał egzamin maturalny, następnie podjął studia na wydziale historycznym Uniwersytetu Mediolańskiego, których nie ukończył. W 1990 wstąpił do Ligi Północnej. Pracował w związanych z tym ugrupowaniem mediach, m.in. jako redaktor rozgłośni Radio Padania Libera i dziennika „La Padania”. W 1993 został radnym Mediolanu. Zyskał pewną rozpoznawalność w 1999, kiedy podczas wizyty prezydenta Carla Azeglia Ciampiego w Mediolanie odmówił podania mu ręki, mówiąc, że nie jest on jego przedstawicielem. W tym okresie publicznie twierdził również, że nie reprezentuje go włoska flaga.
W 2004 został posłem do Europarlamentu, złożył mandat w połowie kadencji. W 2008 wybrano go w skład Izby Deputowanych XVI kadencji.
W wyborach w 2009 ponownie uzyskał z listy LN mandat deputowanego do Parlamentu Europejskiego VII kadencji. Został członkiem grupy Europa Wolności i Demokracji oraz Komisji Rynku Wewnętrznego i Ochrony Konsumentów. W 2013 został sekretarzem federalnym Ligi Północnej, przejmując tym samym kierownictwo w tej partii. Prezentował publicznie poglądy eurosceptyczne, krytykując m.in. funkcjonowanie waluty euro.
W 2014 z powodzeniem ubiegał się o europarlamentarną reelekcję. W tym samym roku stanął również na czele ugrupowania Noi con Salvini, mającego w założeniu być platformą wyborczą LN we włoskich regionach południowych. W trakcie przewodzenia swojemu ugrupowaniu dorobił się wśród zwolenników przydomka „il Capitano”.
W 2017 utrzymał przywództwo w Lidze Północnej, otrzymując w partyjnych wyborach blisko 83% poparcie. W wyborach krajowych w 2018 kontynuował współpracę z blokiem centroprawicy (obejmującym m.in. Forza Italia). Sojusz ten zwyciężył w wyborach, a w jego ramach lista wyborcza LN otrzymała najwięcej głosów. Matteo Salvini został wybrany do Senatu XVIII kadencji. Wybory w wybranym przez niego okręgu zostały unieważnione w trakcie kadencji w 2019, w związku z czym następnie zaczął reprezentować inny z okręgów, w którym również uzyskał mandat.
Wyniki wyborów z 2018 nie doprowadziły do uzyskania przez któryś z obozów politycznych większości w parlamencie pozwalającej na samodzielne rządzenie. Po długotrwałych negocjacjach 13 maja 2018 Liga Północna podpisała porozumienie programowe z ugrupowaniem Ruch Pięciu Gwiazd. Formowanie rządu trwało jeszcze niespełna trzy tygodnie. Ostatecznie 1 czerwca 2018 w nowo powołanym gabinecie Giuseppe Contego Matteo Salvini objął stanowiska wicepremiera oraz ministra spraw wewnętrznych.
Pełniąc tę funkcję, w 2019 został umieszczony na liście 100 najbardziej wpływowych osób na świecie według magazynu „Time”. Zaczął być też określany w mediach jako najbardziej wpływowy polityk we Włoszech. W 2019 kierowana przez niego Liga Północna wygrała wybory europejskie we Włoszech; Matteo Salvini uzyskał najlepsze wyniki w głosowaniu preferencyjnym we wszystkich pięciu okręgach, nie obejmując jednak mandatu w PE. Był przy tym głównym inicjatorem powołania nowego bloku europejskich ugrupowań określanych jako skrajnie prawicowe, co skutkowało powołaniem w Europarlamencie frakcji poselskiej pod nazwą Tożsamość i Demokracja.
W sierpniu 2019 po sporach wewnątrz koalicji z jego inicjatywy LN złożyła wniosek o wotum nieufności wobec współtworzonego rządu. Doprowadziło to do rozpadu koalicji, w konsekwencji Liga Północna przeszła do opozycji, a Matteo Salvini 5 września zakończył pełnienie funkcji rządowych. Na początku 2020 przestał pełnić funkcję sekretarza LN, na czele której stanął komisarz. Został natomiast sekretarzem ugrupowania Lega per Salvini Premier (funkcjonującego też pod skróconą nazwą Liga), będącego formacją ogólnokrajową i faktycznym sukcesorem nierozwiązanej formalnie LN.
W 2022 Matteo Salvini utrzymał mandat senatora na XIX kadencję włoskiego parlamentu. 22 października tego samego roku został wicepremierem oraz ministrem infrastruktury i zrównoważonej mobilności w utworzonym wówczas rządzie Giorgii Meloni; w listopadzie tegoż roku jego resort przemianowano na ministerstwo infrastruktury i transportu.

## Poglądy
Głosi poglądy eurosceptyczne, krytykował m.in. funkcjonowanie waluty euro. Uznawany za polityka prorosyjskiego i zwolennika Władimira Putina. W 2022 grupa śledcza związana z Michaiłem Chodorkowskim ujawniła, że środowisko polityczne Mattea Salviniego było finansowane przez związanego z rosyjskim prezydentem oligarchę Konstantina Małofiejewa.